# Jean Bastide (dessinateur)
Pour les articles homonymes, voir Jean Bastide et Bastide.
Jean Bastide, dit Bastide, est un dessinateur français de bande dessinée né le 17 décembre 1982 à Albi. Il est aussi coloriste.

## Biographie
Élève au lycée du Sidobre à Castres, il passe d'abord un BEP puis son baccalauréat professionnel dans le bâtiment.
En 2003, il obtient le prix de l’Alph'Art de la BD scolaire,.
En 2004, il s'installe à Bruxelles pour s'inscrire à l'École supérieure des arts Saint-Luc. Il se fait repérer par Bernard Hislaire. De 2005 à 2009, il collabore avec Yslaire et Vincent Mézil, sur les tomes 1, 2 et 3 de La Guerre des Sambre, les suites de la série des Sambre. Ensuite, vient le premier tome de l'adaptation de Notre Dame de Paris, coréalisé avec Robin Recht.
À partir de 2016, il reprend les personnages de Boule et Bill, à la suite de Laurent Verron qui a réalisé 12 albums (1999-2015) après la mort de Jean Roba,. Depuis 2021, il est également un des dessinateurs de la série Idéfix et les Irréductibles.
Jean Bastide contribue au développement de la notoriété internationale de Boule et Bill, et plus largement de la bande dessinée franco-belge. En 2018, il est en tournée à Seattle, aux États-Unis puis en Chine en 2019, Depuis 2020, il est le parrain du festival de bande dessinée itinérant Les Troubadours de la BD, premier festival de la bande dessinée franco-belge d'abord dans l'Ouest américain,, puis plus largement aux États-Unis. Villes étapes où il s'est rendu pour promouvoir la BD franco-belge dans le cadre des Troubadours de la BD : Los Angeles, Miami, New-York, la Nouvelle Orléans, Sacramento, San Francisco, Seattle. Il participe en 2024 à la résidence d'artiste Casa d'Estiu en Espagne, afin de promouvoir à la fois la bande dessinée et la francophonie. Jean Bastide est le président du jury du Concours BD international depuis 2020. 

## Œuvres

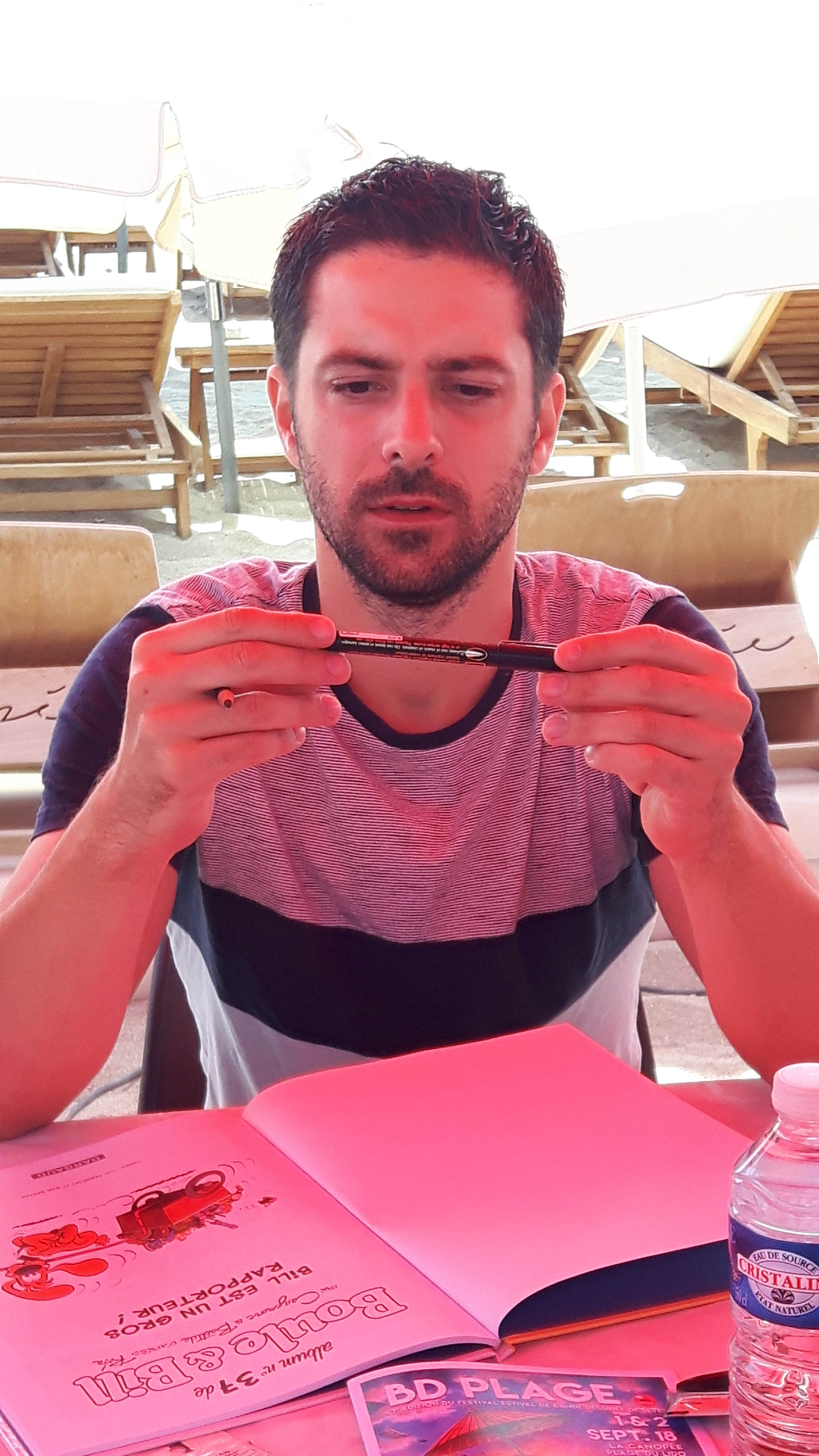
Jean Bastide, au festival de la bande dessinée de Sète, septembre 2018

### Dessins
Série La Guerre des Sambre / Hugo & Iris
- Volume 1 : Le Mariage d'Hugo : printemps 1830 / scénario Yslaire ; dessin et couleur Bastide & Mézil. Paris : Futuropolis, 09/2008, 48 p.  (ISBN 978-2-7548-0108-9). Rééd. Glénat, coll. "Caractère", 01/2016, 56 p.  (ISBN 978-2-7234-9651-3)
- Volume 2 : La Passion selon Iris : automne 1830 / scénario Yslaire ; dessin et couleur Bastide & Mézil. Paris : Futuropolis, 05/2007, 56 p.  (ISBN 978-2-7548-0057-0). Rééd. Glénat, coll. "Caractère", 01/2016, 48 p.  (ISBN 978-2-7234-9652-0)
- Volume 3 : La Lune qui regarde : hiver 1831 / scénario et mise en scène Yslaire ; dessin et couleur Bastide & Mézil. Paris : Futuropolis, 09/2009, 58 p.  (ISBN 978-2-7548-0109-6)
- Coffret Hugo & Iris. Grenoble : Glénat, 11/2009.  (ISBN 978-2-7548-0321-2)

Série Notre-Dame
- Volume 1 : Le Jour des fous[6], scénario de Robin Recht d'après Victor Hugo; dessins Jean Bastide. Grenoble : Glénat, coll. "Caractère", 03/2012, 48 p.  (ISBN 978-2-7234-7920-2)
- Volume 2 : Ananké / Jean Bastide, Robin Recht ; d'après Victor Hugo. Grenoble : Glénat, coll. "Caractère", 06/2014, 64 p.  (ISBN 978-2-7234-8779-5)

Série Boule et Bill
- Volume 37 : Bill est un gros rapporteur ! [8],[12], scénario Christophe Cazenove ; dessin Jean Bastide d'après Roba. Bruxelles : Dargaud, 11/2016, 48 p.  (ISBN 978-2-505-06516-6)
- Volume 38 : Symphonie en Bill majeur, scénario Christophe Cazenove ; dessin Jean Bastide d'après Roba. Bruxelles : Dargaud, 10/2017, 46 p.  (ISBN 978-2-505-06918-8)
- Volume 39 : Y a de la promenade dans l'air[13], scénario Christophe Cazenove ; dessin Jean Bastide d'après Roba. Bruxelles : Dargaud, 11/2018, 46 p.  (ISBN 978-2-505-07186-0)
- Volume 40 : Bill à facettes[14], scénario Christophe Cazenove ; dessin Jean Bastide d'après Roba. Bruxelles : Dargaud, 11/2019, 48p.  (ISBN 978-2-298-15729-1)
- Volume 41 : Bill se tient à Caro, scénario Christophe Cazenove ; dessin Jean Bastide d'après Roba. Bruxelles : Dargaud, 2020, 48p.  (ISBN 9782505084846)
- Volume 42 : Royal taquin, scénario Christophe Cazenove ; dessin Jean Bastide d'après Roba. Bruxelles : Dargaud, 2021, 46p.  (ISBN 978-2505-08942-1)
- Volume 43: L'échappée Bill, scénario Christophe Cazenove ; dessin Jean Bastide d'après Roba. Bruxelles : Dargaud, 2022, 48p.  (ISBN 978-2505-11428-4)

#### SérieIdéfix et les Irréductibles
- Tome 1 : Pas de quartier pour le latin !, scénario René Goscinny ; dessinées Jean Bastide et Philippe Fenech, d'après Uderzo. Albert René, 2021, 72p.  (ISBN 978-2864-97596-0)
- Tome 2 : Les Romains se prennent une gamelle !, scénario René Goscinny ; dessinées Jean Bastide et Philippe Fenech, d'après Uderzo. Albert René, 2022, 72p.  (ISBN 978-2864-97600-4)

### Mises en couleur
Série Jeanne la Pucell
- Volume 1 : Entre les bêtes et les anges / scénario Fabrice Hadjadj ; dessin Jean-François Cellier ; couleurs Jean Bastide. Toulon : Soleil, 04/2012, 47 p.  (ISBN 978-2-302-01993-5)

Série Pavillon noir
- Volume 3 : Dans les entrailles du temps / scénario Corbeyran ; dessin Bingono ; couleur Jean Bastide. Toulon : Soleil, 10/2013, 48 p.  (ISBN 978-2-302-03093-0)

Série Marie des dragons
- Volume 5 : Les quatre / scénario Ange ; dessin Démarez ; couleur Bastide. Toulon : Soleil, 10/2013, 48 p.  (ISBN 978-2-302-03096-1)

Série Elric
- Volume 1 : Le Trône de rubis / scénario Julien Blondel ; d'après l'œuvre de Michael Moorcock ; dessin Didier Poli, Robin Recht, Jean Bastide ; couleurs Jean Bastide. Grenoble : Glénat, 05/2013, 64 p.  (ISBN 978-2-7234-8704-7). Rééd. 11/2015, 56 p.  (ISBN 978-2-344-01156-0)
- Volume 1 - édition spéciale : Le Trône de rubis / scénario Julien Blondel ; d'après l'œuvre de Michael Moorcock ; dessin Didier Poli, Robin Recht, Jean Bastide ; couleurs Jean Bastide. Grenoble : Glénat, 11/2015, 56 p.  (ISBN 978-2-344-01156-0)
- Volume 3 : Le Loup blanc / scénario Julien Blondel, Jean-Luc Cano d'après l'œuvre de Michael Moorcock ; dessin Robin Recht, Julien Telo ; couleurs Jean Bastide. Grenoble : Glénat, coll. "Grafica", 09/2017, 64 p.  (ISBN 978-2-7234-8706-1)
- Volume 3 - édition spéciale : Le Loup blanc / scénario Julien Blondel, Jean-Luc Cano d'après l'œuvre de Michael Moorcock ; dessin Robin Recht, Julien Telo ; couleurs Jean Bastide. Grenoble : Glénat, 11/2018, 56 p.  (ISBN 978-2-344-03224-4)

Série Alice Matheson
- Volume 1 : Jour Z / scénario Jean-Luc Istin ; dessin Philippe Vandaële ; couleurs Jean Bastide. Toulon : Soleil, 05/2015, 48 p.  (ISBN 978-2-302-04634-4)
- Volume 2 : Le Tueur en moi / scénario Jean-Luc Istin ; dessin Zivorad Radivojevic ; couleurs Jean Bastide. Toulon : Soleil, 09/2015, 51 p.  (ISBN 978-2-302-04762-4)

Série Sherlock Holmes society
- Volume 1 : L'Affaire Keelodge / scénario Cordurié ; dessin Bervas ; couleurs Jean Bastide. Toulon : Soleil, 05/2015, 56 p.  (ISBN 978-2-302-04652-8)
- Volume 2 : Noires sont leurs âmes / scénario Sylvain Cordurié ; dessin Eduard Torrents ; couleurs Jean Bastide. Toulon : Soleil, 08/2015, 56 p.  (ISBN 978-2-302-04741-9)

Série Griffe blanche
- Volume 3 : La Voie du sabre / scénario Serge Le Tendre, avec la participation de Chantal ; coécriture et dessin Olivier TaDuc ; couleur Jean Bastide. Paris : Dargaud, 08/2015, 48 p.  (ISBN 978-2-205-07408-6)

Série Zombies
- Volume 4 : Les Moutons / scénario Olivier Peru ; dessin Sophian Cholet ; couleurs Jean Bastide. Toulon : Soleil, 12/2015, 47 p.  (ISBN 978-2-302-04792-1)

Série Katanga
- Volume 1 : Diamants / scénario Fabien Nury ; dessin Sylvain Vallée ; couleur Jean Bastide. Paris : Dargaud, 03/2017, 73 p.  (ISBN 978-2-205-07455-0)
- Volume 2 : Diplomatie / scénario Fabien Nury ; dessin Sylvain Vallée ; couleur Jean Bastide avec la collaboration de Luc Perdriset. Paris : Dargaud, 11/2017, 61 p.  (ISBN 978-2-205-07687-5)
- Volume 3 : Dispertion / scénario Fabien Nury ; dessin Sylvain Vallée ; couleur Jean Bastide avec la collaboration de Luc Perdriset. Paris : Dargaud, 12/2018, 68 p.  (ISBN 978-2-205-07794-0)

Les Indes fourbes (one-shot)
- Les Indes fourbes[15], scénario d'Alain Ayroles, dessin de Juanjo Guarnido, couleur par Jean Bastide et Hermeline Janicot-Tixier, Delcourt, 2019,  (ISBN 978-2-7560-3573-4)